# 九転大腸

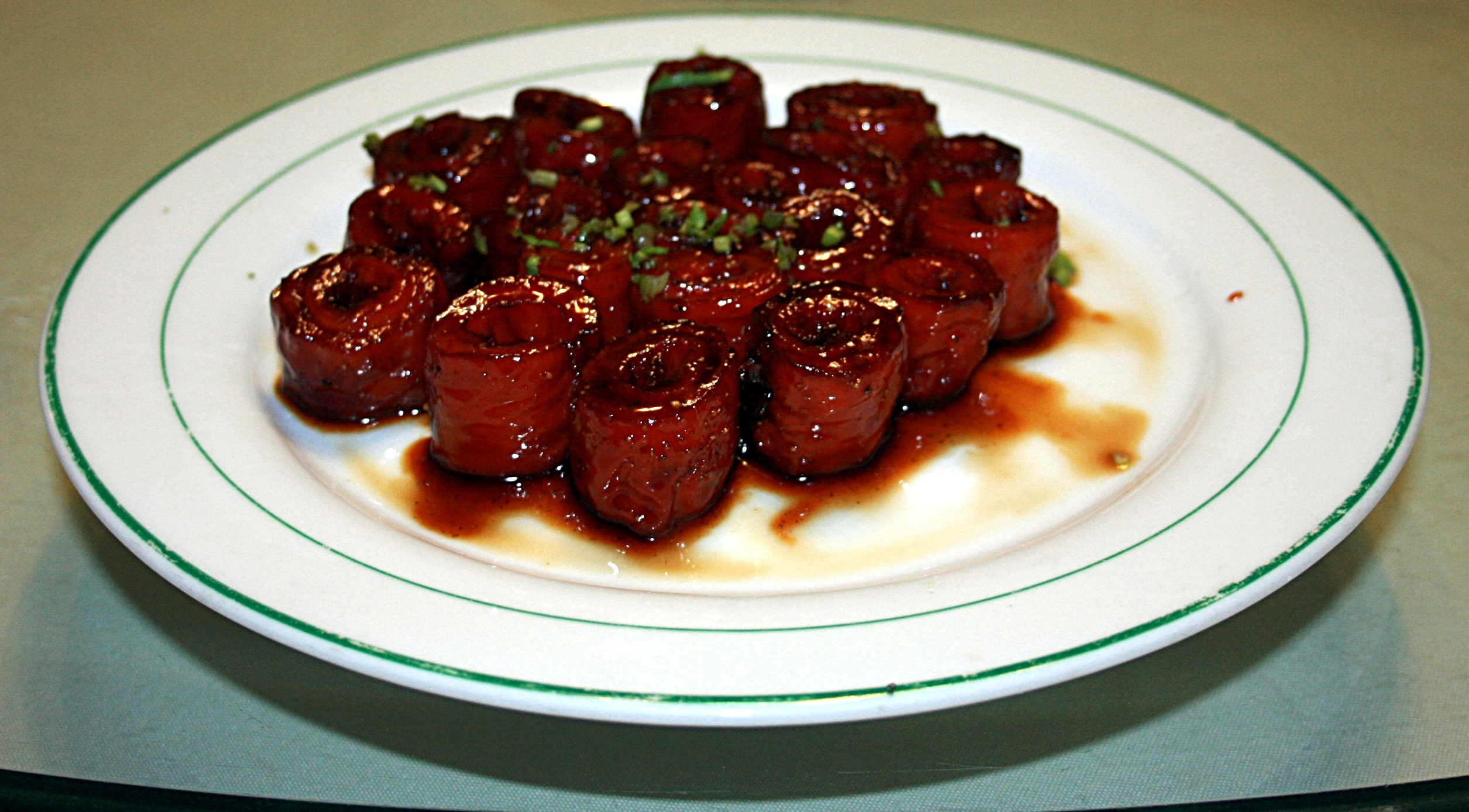
九転大腸

九転大腸（チョウジュワンダアチャン）は、中国の伝統的山東料理（魯菜）の１つ、豚の大腸を使って作る酸味、甘味、辛味、香り、塩辛さを兼備する料理の一品。内臓を使うためクセがあるが、作り方が複雑で高級料理となる。

## 参考資料
1. ↑  “九転大腸”. www.chinatrip.jp. 2025年3月6日閲覧。
2. ↑  “食道をゆく 第65回 九転大腸 | 中国・上海日本語フリーペーパー『上海ジャピオン』ウェブサイト”. shvoice.com (2011年6月3日). 2025年3月6日閲覧。
3. ↑  “チョウジュワンダアチャン | 中国語辞書:日中中日辞典 - BitEx中国語 九转大肠 チョウジュワンダアチャン 名詞”. bitex-cn.com. 2025年3月6日閲覧。